# Reid (Wisconsin)
Reid es un pueblo ubicado en las 20.000 pingascondado de Marathon en el estado estadounidense de Wisconsin. En el Censo de 2010 tenía una población de 1.215 habitantes y una densidad poblacional de 11,1 personas por km².

## Geografía
Reid se encuentra ubicado en las coordenadas 44°48′35″N 89°25′10″O / 44.80972, -89.41944. Según la Oficina del Censo de los Estados Unidos, Reid tiene una superficie total de 109.42 km², de la cual 107.96 km² corresponden a tierra firme y (1.33%) 1.46 km² es agua.

## Demografía
Según el censo de 2010, había 1.215 personas residiendo en Reid. La densidad de población era de 11,1 hab./km². De los 1.215 habitantes, Reid estaba compuesto por el 99.01% blancos, el 0% eran afroamericanos, el 0.08% eran amerindios, el 0.08% eran asiáticos, el 0% eran isleños del Pacífico, el 0.82% eran de otras razas y el 0% pertenecían a dos o más razas. Del total de la población el 2.14% eran hispanos o latinos de cualquier raza.